# Walter Kjellman
Walter Kjellman, född 29 november 1905 i Helsingborg, död 17 september 1955 i Engelbrekts församling, Stockholms stad, var en svensk forskningschef och civilingenjör. 
Walter Kjellman var 1930–1936 anställd vid AB Vattenbyggnadsbyrån. I Svenska teknologföreningens Polhemspristävling 1931 erhöll han första pris för sin undersökning Om undersökning av jordarters deformationsegenskaper (tryckt i Teknisk tidskrift 1936), i Ingeniörvetenskapsakademiens tävling 1930 erhöll han även där första pris för skriften Säkerhetsproblemet i byggnadskonsten (tryckt i TVA:s handlingar 1940, författad med Georg Wästlund). Kjellman var förste byråingenjör vid Väg- och vattenbyggnadsstyrelsen från 1936 samt överingenjör och chef vid Statens geotekniska institut från 1944. Han mottog Polhemspriset 1935 och invaldes 1954 som ledamot av Ingenjörsvetenskapsakademien i dess avdelning III för byggnadstekniska vetenskaper.